# باول أنطوان دوبويس
باول أنطوان دوبويس (بالفرنسية: Paul Antoine Dubois)‏ هو طبيب توليد ‏ وطبيب فرنسي، ولد في 7 ديسمبر 1795 في باريس في فرنسا، وتوفي في 1 ديسمبر 1871.